# خوان فيليز
خوان فيليز (بالإنجليزية: Juan Vélez)‏ هو مغني وملحن وكاتب أغاني أمريكي، ولد في 2 أغسطس 1983 في بونس، بورتوريكو في الولايات المتحدة.

## وصلات خارجية
- خوان فيليز على موقع ميوزك برينز (الإنجليزية)